# Арпи
Арпи (арм. Արփի) — село в Вайоцдзорской области Республики Армении.
Село расположено на правом берегу реки Арпа на трассе Ереван—Горис. На востоке от села находится село Гетап, на севере находится село Агавнадзор, на западе находится село Арени, на юге село Мозров. Рядом с селом расположена крепость Эртридж (XIV в.) и часовня Джрованк. В селе расположены винный завод и винно-коньячный завод ООО «АРПИ-АЛКО». О существовании села знают многие, кто любит и ценит безупречное качество популярного коньяка АРПИ (производитель ООО Араратский коньячный завод «А.К.З.»).
Село основано в 1965 году. 

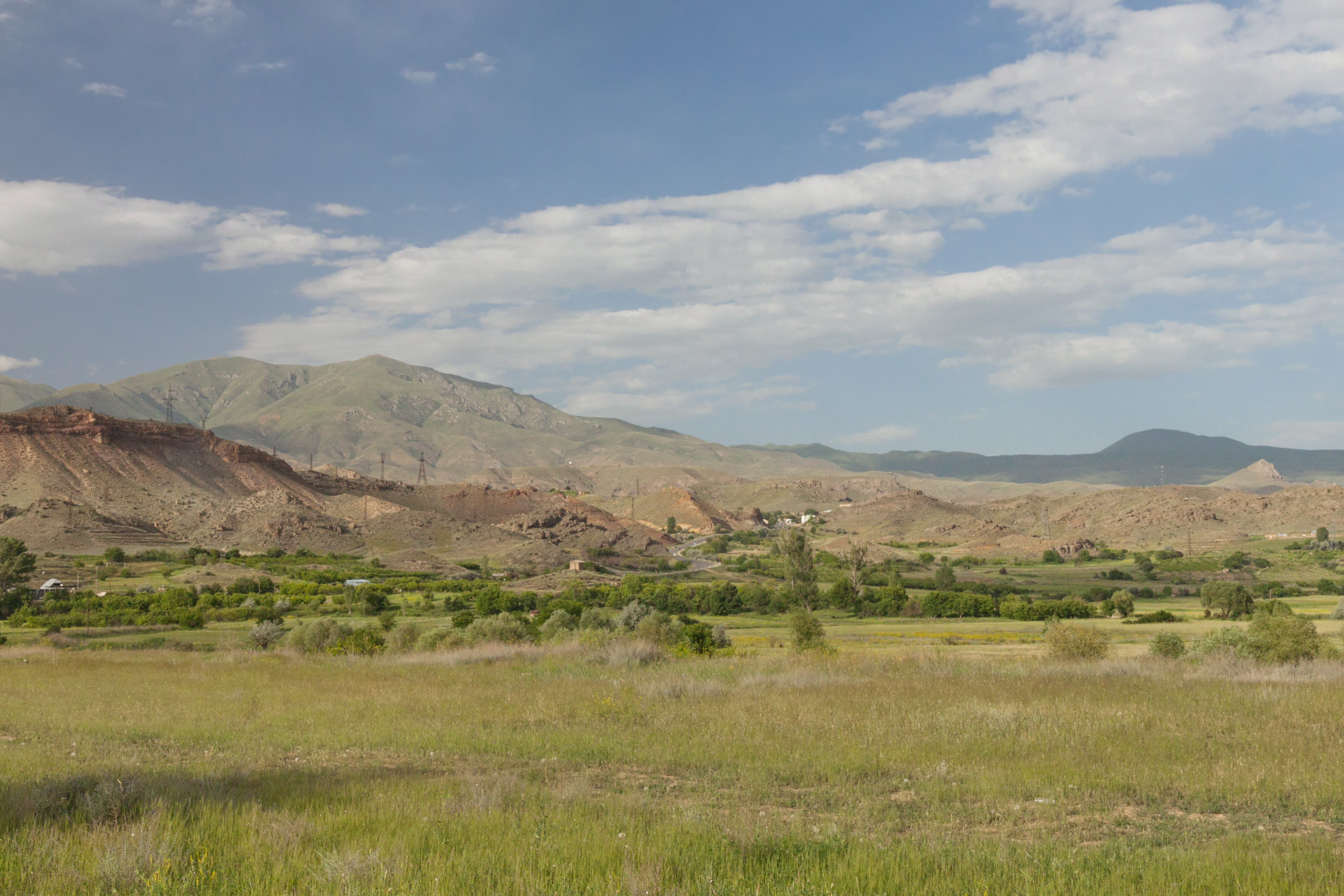
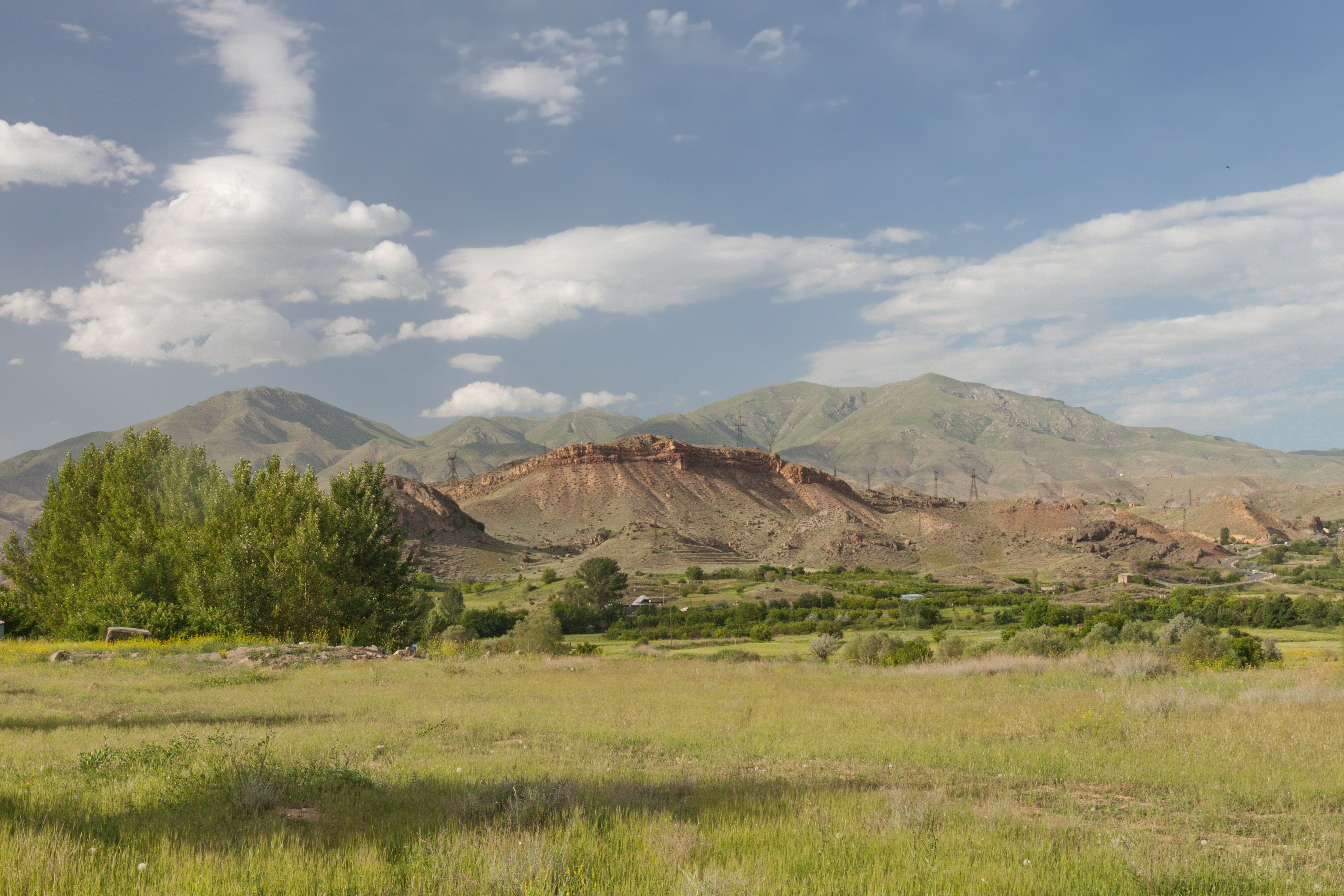
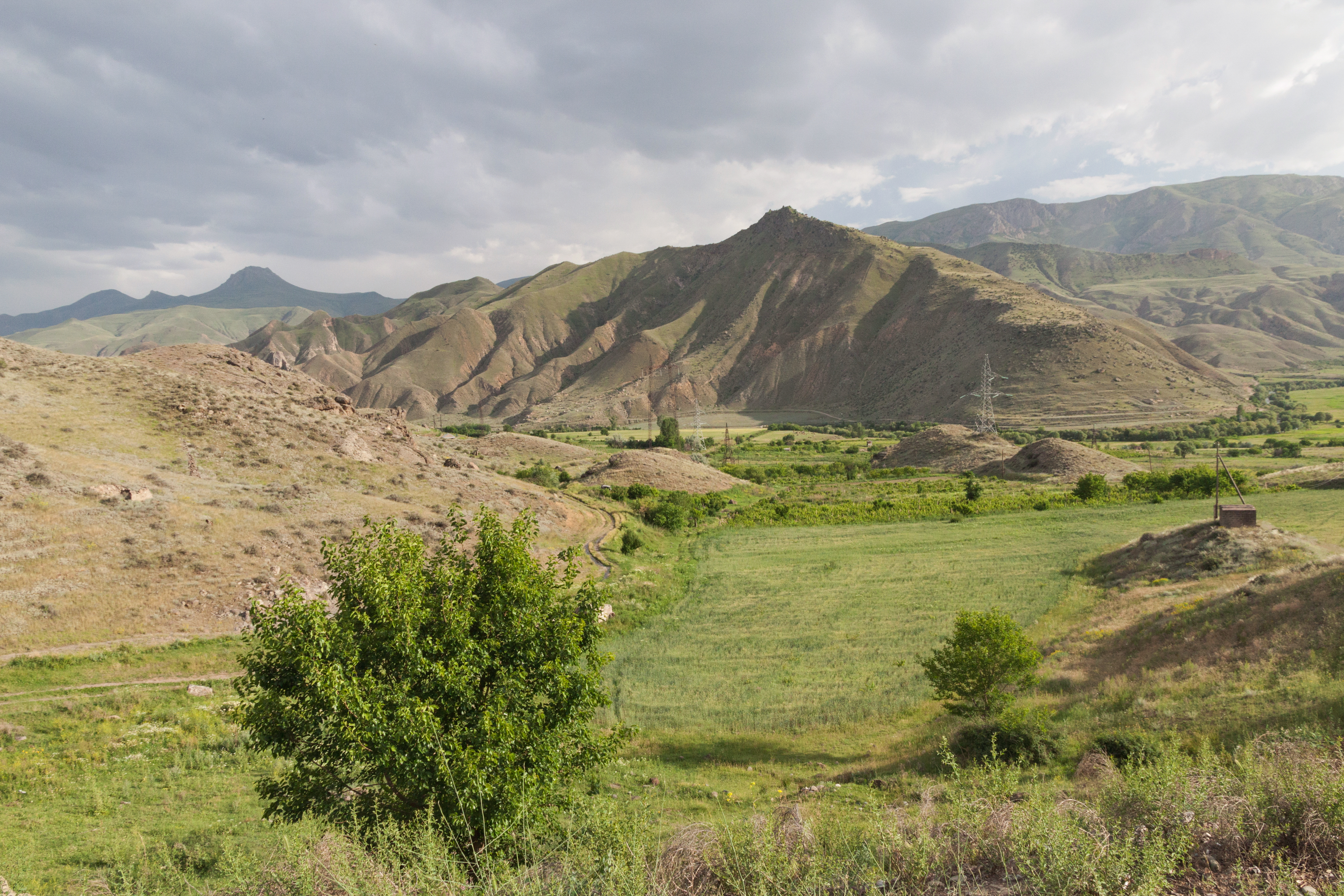
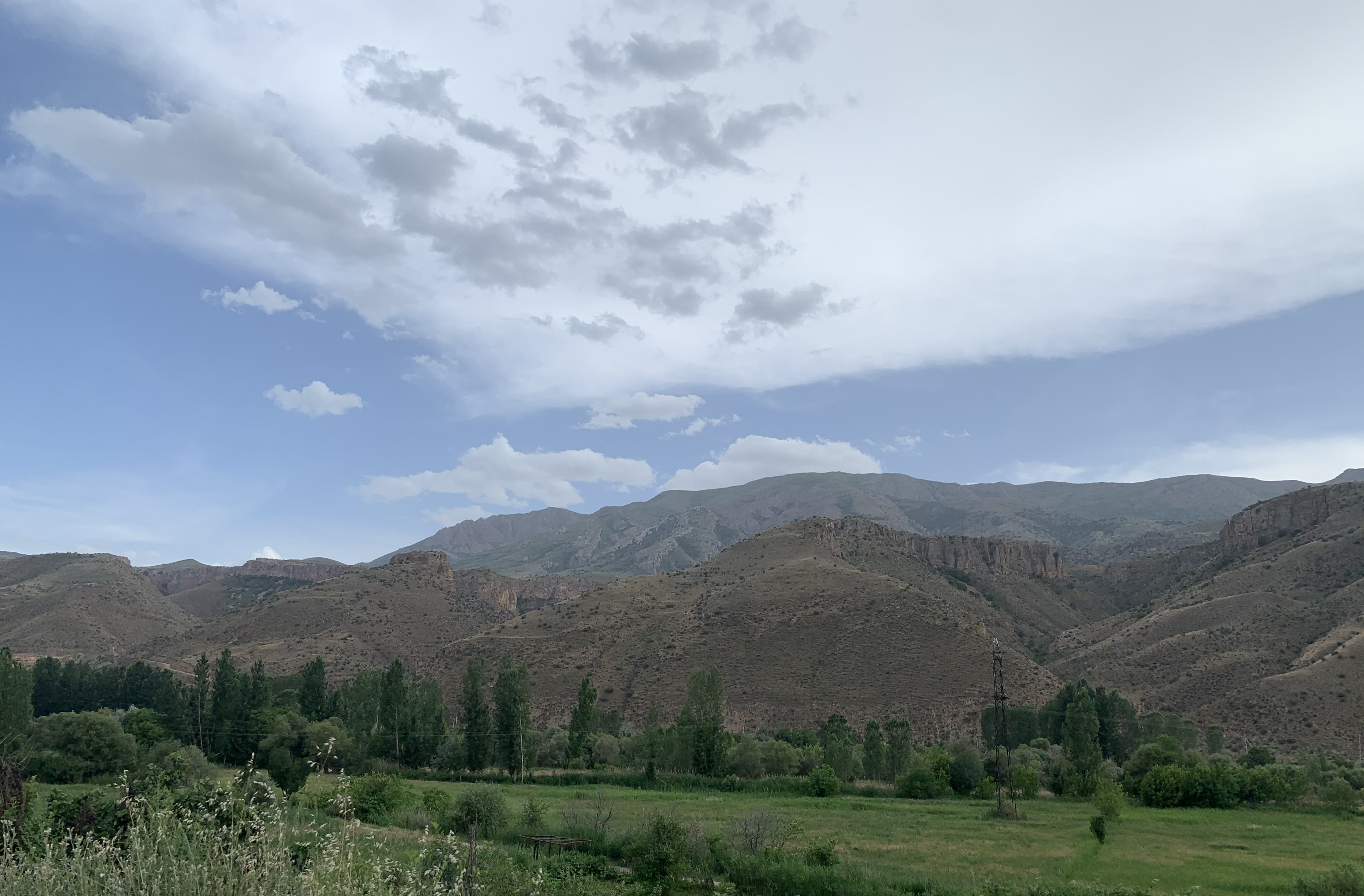
Пейзажи в районе села